# Islas Farasan
Las islas Farasan (en árabe:  جزر فرسان) son un conjunto de islas de Arabia Saudita localizadas en su costa suroccidental del mar Rojo. El archipiélago está formado por una isla grande (Farasan), una media (Sajid), otras dos más pequeñas (entre ellas Zufar) y decenas de islotes. Poseen un clima árido.
Su ciudad principal es Farasan, situada en la isla más grande. Administrativamente dependen de la provincia de Jizan, al suroeste de ese país. Posee una superficie de 696 km² y una población de unos 10 000 habitantes.

## Historia
En el siglo I d. C., las islas eran conocidas como Portus Ferresanus. En la isla se ha encontrado una inscripción en latín que data del año 144 d. C. que da fe de la construcción de una guarnición romana . Se cree que las islas pueden haber estado unidas a la provincia de Arabia Felix , antes de ser transferidas a  
Aegyptus algún tiempo antes del 144 d. C. Si esto es correcto, haría de las islas Farasan el puesto de avanzada romano más lejano, ya que se encuentra a casi 4000 km de la propia Roma.